# Altenmünster (Stadtlauringen)
Altenmünster ein Gemeindeteil des Marktes Stadtlauringen im unterfränkischen Landkreis Schweinfurt in Bayern.

## Geographie
Altenmünster liegt zwischen Schweinfurt und Bad Königshofen – ca. 20 km nördlich des Maintals bei Schweinfurt im südwestlichen Vorland des Hassberghöhenzugs zwischen Stadtlauringen und Hofheim.
Der Altenmünsterer Mühlbach, an dessen Nordufer das Dorf liegt, wird von zwei Quellen auf der Gemarkung gespeist – die eine liegt in Richtung Ballingshausen, die andere in Richtung Ebertshausen. Der Bach fließt unterhalb von Altenmünster in Richtung Reinhardshausen, in dessen Nähe er in den von Wettringen her kommenden Geißler fließt, der wiederum bei Stadtlauringen in die Lauer mündet. Der Mühlbach betrieb früher in Altenmünster die heute nicht mehr existierende „Dorfmühle“ und auf dem weiteren Weg nach Reinhardshausen die sogenannte „Mittelmühle“ und die „Kreisenmühle“. Alle drei Mühlen waren Getreidemühlen. Die verbliebenen Mühlen sind aber heute nur mehr Gehöfte. Der Weiler Reinhardshausen liegt in der Gemarkung von Altenmünster.
Durch Altenmünster verläuft der Fränkische Marienweg.

## Ortsname
Münster bezeichnet die Niederlassung von Ordensleuten, die hier die Besiedlung durch Rodung und Urbarmachung des Bodens vorantrieben.

## Geschichte
Die Wurzeln des Pfarrdorfes Altenmünster reichen bis ins siebte Jahrhundert zurück. Das Dorf Münster gehörte vor dem 12. Jahrhundert zum Machtbereich der Markgrafen von Schweinfurt. Nach dem Aussterben des Geschlechts fiel das Dorf an den Deutschen Ritterorden. In der Folge wurde Altenmünster von Dorfherren der Reichsritterschaft des Baunacher Kantons beherrscht. Für die gemeinsame Kirchengeschichte des Ortes bedeutsam ist, dass Altenmünster von 1626 bis 1631 die Pfarrstelle des 1974 seliggesprochenen Liborius Wagner war. Nach der Bauernbefreiung 1806 wurde Altenmünster dem Patrimonialgericht der Truchsesse von Wetzhausen zu Oberlauringen 1819 dem Landgericht Hofheim und 1900 dem Bezirksamt Hofheim unterstellt. In der Nachkriegszeit war Altenmünster eine eigenständige Gemeinde, zu der Mühlenhöfe und der Weiler Reinhardshausen gehörten. Am 1. Juli 1972 kam Altenmünster durch die Landkreisreform vom Landkreis Hofheim in Unterfranken zum Landkreis Schweinfurt. Im Zuge der Gemeindegebietsreform wurde Altenmünster am 1. Mai 1978 mit anderen Gemeinden zum Markt Stadtlauringen zusammengelegt. Die Entwicklung Altenmünsters war in der zweiten Hälfte des 20. Jahrhunderts vom Strukturwandel weg vom bäuerlichen Dorf geprägt: Die Höfe im Altdorf wurden zunehmend nur noch im Nebenerwerb betrieben oder nicht mehr landwirtschaftlich genutzt. Währenddessen wuchs die Neusiedlungsfläche um die Fuchsstädter Straße bis in die Gegenwart stetig an. Um den Dorfmittelpunkt im Altdorf stärker zu betonen, wurde der Dorfbrunnen 2005 neu gestaltet. 2005 erfolgte eine Innenrenovierung im Erdgeschoss der Alten Schule, die für Zusammenkünfte und Festlichkeiten der Dorfgemeinschaft genutzt wird.

## Kirchen

### Christuskirche
Die evangelisch-lutherische Christuskirche wurde am 11. Juli 1901 durch Pfarrer Haaß eingeweiht. Der Name Christuskirche wurde ihr 2001 anlässlich der 100-Jahr-Feier verliehen. Architekt der Kirche war Rudolf Hofmann, der ein Büro für Hochbauten in Würzburg unterhielt. Die evangelische Kirchengemeinde des Orts ist dem Evangelisch-Lutherischen Pfarramt Wetzhausen angegliedert.

### Mariä Himmelfahrt
Die römisch-katholische Pfarrkirche Mariä Himmelfahrt wurde im Laufe der Geschichte mehrmals um- oder neugebaut. Der Kirchturm wurde im frühgotischen Stil erbaut. 1672 trieb Fürstbischof Johann Philipp von Schönborn gründliche Umbauten an Turm und Langhaus voran.
Neben der freistehenden Pfarrkirche liegt einer der schönsten historischen Pfarrhöfe in Franken. Das Pfarrhaus ist ein zweigeschossiger Fachwerkbau und wurde 1598 vollendet. Die Hauptlast der damaligen Baukosten von 410 Gulden trug die Pfarrei, 100 Gulden steuerte der Patronatsherr, die Benediktinerabtei Neustadt am Main, hinzu. Im Jahr 1607 wurde noch eine Scheune – ebenfalls ein Fachwerkbau – errichtet, da früher die Pfarrer das Pfarrgut selbst bewirtschafteten. Zur Pfarrei Altenmünster gehören heute als Pfarrfilialen die Nachbardörfer Ballingshausen, Fuchsstadt und Sulzdorf.

### Pilgerhof
Der Pilgerhof des Bistums Würzburg mit Scheunenkirche wurde am 29. April 1990 eingeweiht. Der Pilgerhof ist ein renoviertes Gehöft: die ehemalige Scheune wurde zum Kirchenraum umgebaut, wobei der Scheunencharakter weitgehend erhalten wurde. Der Vorplatz wird jedes Jahr, am Sonntag nach Christi Himmelfahrt, für eine Sternwallfahrt genutzt. Neben Bischöfen des Bistums zelebrierte 1993 auch der Kölner Kardinal Joachim Meisner eine Messe. Mittlerweile wurde der Pilgerhof verkauft und wird nun als Mehrgenerationenhaus genutzt.

### Haus der Begegnung
Im Haus der Begegnung der Diakonie Schweinfurt am Ellertshäuser See befand sich eine vierte Kirche: Der Andachtsraum mit Altar und Orgel botca. 70 Personen Platz und wurde hauptsächlich von Hausgästen benutzt. Der Betrieb wurde Ende 2016 eingestellt. Das Gebäude wird aktuell teilweise abgerissen. Die Diakonie ist kein Eigentümer mehr.

## Freizeit
- Im Gebiet des Gemeindeteils Altenmünster liegt der Ellertshäuser See mit einem eigenen Siedlungsgebiet.
- Am Waldrand befindet sich ein Abenteuerspielplatz. Der Spielplatz wurde 1979 vom bayerischen Staatsministerium für Ernährung, Landwirtschaft und Forsten in einem Spielplatzwettbewerb mit dem 1. Platz ausgezeichnet.
- Am Ortsrand an der Straße zum Ellertshäuser See liegt ein Sportplatz mit einem Beach-Volleyball-Feld und einem Fußballfeld.
- Für die Jugendlichen des Dorfes wurde 1995 ein Jugendraum errichtet. Seit 2015 ist dieser ein eingetragener Verein und veranstaltet jedes Jahr eine Sommerparty.
- Seit den 60er Jahren findet jedes Jahr an Pfingsten das Altenmünster Pfingstfest statt. Das Fest wird von der Freiwilligen Feuerwehr ausgerichtet und findet am Waldspielplatz statt.

## Vereine
- Freiwillige Feuerwehr Altenmünster (gegründet 1877)
- Verein für Gartenbau und Landschaftspflege Altenmünster (gegründet 1908)

## Bürgermeister
- 1921–1933: Wilhelm Lauer († 1960)
- 1933–1945: Christian Weisensee
- 1945–1952 Georg Obernöder
- 1952–1956 Christian Böhm († 1971)
- 1956–1960 Richard Lauer († 1973)
- 1960–1978 Max Wagner († 1971)
- 1978–1978 Norbert Gock († 2009)